# Obermichelbach
Obermichelbach est une commune de Bavière (Allemagne), située dans l'arrondissement de Fürth, dans le district de Moyenne-Franconie.

## Personnalités liées à Obermichelbach

### Naissance
- Georg Andreas Will, né le 30 août 1727 à Obermichelbach, est un professeur et un historien
- Wilhelm Börner, né le 5 juin 1927 à Obermichelbach, est un médecin nucléaire

### Décès
- Hans Tauber, homme politique, est mort le 24 avril 2007 à Obermichelbach